# Awapataku Waura
Awapataku Waura é ancião e pajé do povo Waura. Ele é considerado um dos maiores contadores de histórias de vida do Xingu.